# نوريلغيسترومين
نوريلغيسترومين (بالإنجليزية: Norelgestromin)‏ هو دواء يُستعمل في علاج:
- انقطاع الحيض[8]